# Стівен Френсіс Сміт
Стівен Френсіс Сміт (12 грудня 1955, Наррогін, Західна Австралія) — австралійський політик і університетський професор. Був міністром закордонних справ, торгівлі та оборони Австралії. Сміт є членом партії Австралійської лейбористської партії (ALP). З березня 1993 по серпень 2013 року Сміт був членом австралійського парламенту і представляв виборчий округ Відділу Перта, Західна Австралія.

## Життєпис
Народився в Наррогіні, Західна Австралія. Сміт навчався в Університеті Західної Австралії та в Лондонському університеті, де здобув юридичну освіту. Після цього Сміт працював юристом, а потім пішов у політику. З 1983 по 1987 рік Сміт був співробітником Генерального прокурора Західної Австралії, а з 1987 по 1990 рік Сміт був державним секретарем Західної Австралійської лейбористської партії. З 1990 по 1993 рік Сміт працював у Полі Кітінга.
З 1996 року Сміт був членом тіньового Кабінету міністрів, після перемоги на виборах Австралійської лейбористської партії. З грудня 2007 по червень 2010 року Сміт був міністром закордонних справ при прем'єр-міністрі Кевіні Радді. При уряді Джулії Гіллард він став міністром торгівлі, а після виборів 2010 року міністром оборони. Він обіймав цю посаду до 18 вересня 2013 року у другому кабінеті Радда.
Після повернення Кевіна Радді до керівництва Австралійської лейбористської партії та на посаду прем'єр-міністра, Сміт 27 червня 2013 року оголосив, що більше не буде балотуватися на парламентських виборах.
29 квітня 2014 року Сміт став професором міжнародного права в Університеті Західної Австралії.